# Majestic Nothingness
Majestic Nothingness – pierwszy album studyjny projektu Carpe Tenebrum. Wydawnictwo ukazało się w 1997 roku nakładem wytwórni płytowej Head Not Found. Album został nagrany między wrześniem a listopadem 1995 roku w Creative Studios w Kolbolton i J Wank Hard Studios w Sydney.

## Lista utworów
Opracowano na podstawie materiału źródłowego.
1. "Temptress Luna" – 6:58
2. "Requiem Spell" – 4:36
3. "Velvet Claws" – 5:15
4. "Drain the Labirynth" – 7:22
5. "Perpetual Dancer" – 4:52
6. "Sullen Becometh" – 7:22
7. "Blood Dance" – 7:03

Słowa: Adriane A.Done, muzyka: Astennu

## Twórcy
Opracowano na podstawie materiału źródłowego.

- Nagash – śpiew
- Astennu – gitara, gitara basowa, programowanie perkusji, dodatkowy śpiew, produkcja, miksowanie, inżynieria dźwięku
- Adriane A.Done – śpiew, koncept
- Kris – inżynieria dźwięku
- Captain Fruit Cake – produkcja, miksowanie, inżynieria dźwięku
- Morte – okładka
- Morgana Rafaele – logo